# Rhinocyllus conicus
Rhinocyllus conicus es una especie de coleóptero polífago de la familia Curculionidae. Se usa como agente de control biológico de plagas contra las cardos de los géneros Carduus, Cirsium, Onopordum, Silybum, con éxito relativo.

## Características
El curculiónido adulto es negro y cubierto de finos pelos negros y amarillentos. De trompa reducida, y de 4 a 6,5 mm de largo total.

## Historia natural
La hembra pone 100 huevos en o cerca de las brácteas de los capítulos florales del cardo; y los cubre con tejido vegetal masticado para protegerlos de predadores. Cuando las larvas blancas emergen de sus huevos, entran perforando el capítulo hacia las flores, las semillas en desarrollo. Al crecer depositan heces y tejido vegetal masticado en las paredes de su cámara, produciendo una capa rígida protectora en donde pupa. El estadio de pupa les toma dos semanas, y luego emerge como adulto, pero permanece dentro por otras semanas, antes de tunelar para salir de la planta.
El daño a la planta ocurre mayormente por destrucción larval del capítulo, impidiendo la producción de semilla. Algunas larvas terminan perforando hacia el tallo, en vez de hacer cámaras en el capítulo, pero también destruye la planta. Los adultos también hacen daño pues comen del follaje. Los cardos que solo se reproducen vía semilla, como Carduus nutans, se controlan bien con R. conicus. Pero otros cardos se reproducen bien vegetativamente, por lo que sobreviven bien a los ataques.

## Uso como agente de control biológico
La especie es nativa de Eurasia y África del Norte. Fue introducido en EE. UU. para el biocontrol de cardos en 1969, y actualmente está ampliamente establecido en ese país. Y se ha probado su efectividad en el nutans, pero no controla Carduus acanthoides, Carduus pycnocephalus, Cirsium vulgare, Silybum. Además ataca a cardos nativos del género Cirsium. Por estas razones ya no se considera adecuado como agente de biocontrol. Posteriores liberaciones están prohibidas en muchas áreas.